# Депозитарная расписка
Депозита́рная распи́ска (англ. depositary receipt) — ценная бумага, удостоверяющая право собственности на акции или облигации иностранной компании.

## Механика
По своей сути это вторичная ценная бумага, позволяющая преодолеть запрет на инвестиции в акции (облигации) зарубежных компаний. Депозитарные расписки предоставляют все права базовых активов, оставаясь в статусе внутренних ценных бумаг.
В одной стране первичные ценные бумаги помещаются на хранение в банк-кастодиан на имя банка-депозитария, а в другой стране эмитент выпускает депозитарные расписки, дающие право пользоваться выгодами от этих ценных бумаг. В результате покупатель расписки приобретает право в любое время обменять ее на соответствующую сумму депонированных акций.

## Виды депозитарных расписок
Наиболее известные виды депозитарных расписок:
- американские депозитарные расписки (ADR — American Depositary Receipt);
- европейские депозитарные расписки (EDR — European depository receipts);
- глобальные депозитарные расписки (GDR — Global Depositary Receipt);
- с 2007 года существуют российские депозитарные расписки (РДР)[2];
- иные менее распространенные виды.

Глобальные депозитарные расписки размещаются за пределами страны компании-эмитента на рынках двух и более стран.

## Историческая подоплека
В 1927 году была разработана первая Американская депозитарная расписка. Это был элегантный способ преодолеть запрет для американских инвесторов на инвестиции в акции зарубежных компаний из-за ограничений, налагаемых законами или их собственными правилами. Как решение, стали выпускаться депозитарные расписки на ценные бумаги зарубежных компаний.
Есть и другая причина обращения депозитарных расписок. Высокие финансовые затраты, необходимые для допуска выхода акций в других странах является причиной, по которым компании предпочитают размещать свои акций для торговли за границей через депозитарные расписки, что сравнительно дешевле.
По мнению Deutsche Bank депозитарные расписки дают следующие преимущества:
- Депозитарные расписки предлагают инвесторам удобный способ владения иностранными акциями.
- Депозитарные расписки упрощают торговлю и расчеты иностранными акциями. DRs торгуют и рассчитываются так же, как американские или европейские ценные бумаги.
- Депозитарные расписки могут предложить более низкие торговые и депозитарные расходы по сравнению с акциями, купленными непосредственно на иностранном рынке.
- Владельцы депозитарных расписок могут голосовать, если этого желает эмитент, и депозитарий может содействовать этому.
- Многие портфели американских банков и пенсионных фондов могут быть запрещены их уставами от покупки иностранных ценных бумаг. ADR, однако, могут быть признаны ценными бумагами США.
- ADR, и обычно GDR, также номинированы в долларах США. Дивидендные выплаты по базовым акциям конвертируются депозитарным банком в доллары США. Эти особенности минимизируют валютные проблемы для международных и американских инвесторов.